# Wetton
Wetton – wieś w Anglii, w hrabstwie Staffordshire, w dystrykcie Staffordshire Moorlands. Leży 38 km na północny wschód od miasta Stafford i 212 km na północny zachód od Londynu. Miejscowość liczy 157 mieszkańców.